# IOS
Pour les articles homonymes, voir IOS (homonymie).
iOS (initialement iPhone OS) est un système d'exploitation mobile créé et développé par la société américaine Apple exclusivement pour ses produits. Il gère de nombreux appareils tels que l'iPhone, l'iPod touch (retiré du commerce) et fonctionnait sur les iPad jusqu'en 2019. Il s'agit du deuxième système d'exploitation mobile le plus installé au monde, après Android. Basé sur le noyau XNU comme Darwin ou macOS, il constitue la base de trois autres systèmes d'exploitation : iPadOS, tvOS, watchOS. Il s'agit d'un logiciel propriétaire, bien que certaines parties soient en open source sous la licence Apple Public Source License et d'autres licences.
Lancé en 2007 pour l'iPhone de première génération, le logiciel s'est étendu pour prendre en charge d'autres appareils tels que l'iPod Touch et l'iPad. Des versions majeures du système d'exploitation sont dévoilées chaque année.

## Historique
En 2005, lorsque Steve Jobs conçoit l'iPhone, il a le choix entre réduire le Mac, ce qui est un exploit épique en matière d'ingénierie, ou agrandir l'iPod. Steve Jobs privilégie la première solution mais oppose les équipes Macintosh et iPod, dirigées respectivement par Scott Forstall et Tony Fadell, dans une compétition interne. Forstall l'emporte en créant un système d'exploitation. Cette décision permet le succès du logiciel en tant que plateforme pour les développeurs tiers : l'utilisation d'un système d'exploitation établi comme base permet aux nombreux développeurs tiers de créer des logiciels avec un minimum de formation. Forstall est également responsable de la création d'un kit de développement logiciel permettant aux programmeurs de créer des applications pour l'iPhone, ainsi que d'un App Store au sein d'iTunes,.
Le système d'exploitation est dévoilé avec l'iPhone lors de la Macworld Conference & Expo le 9 janvier 2007, et est mis en place en juin de la même année. Pendant son introduction en janvier, Steve Jobs déclare : « L'iPhone fonctionne sous OS X et exécute des applications bureautique », mais lors de la sortie de l'iPhone, le système d'exploitation est rebaptisé « iPhone OS »,. Au départ, les applications natives de tiers ne sont pas prises en charge. Le raisonnement de Jobs est que les développeurs peuvent créer des applications via le navigateur web Safari qui ressemblent à des applications. En octobre 2007, la firme américaine annonce qu'un kit de développement logiciel IOS SDK est en cours et qu'il est prévu pour février 2008. Le 6 mars 2008, une conférence de presse est organisée pour annoncer la publication de ce kit.
En 2008, le système d'exploitation fournissait 500 applications. Entre fin 2008 et 2013, les applications se multiplient pour atteindre le million. En 2020, l'App Store présente désormais 5 millions d'applications.
En juin 2010, le système d'exploitation est renommé iOS. Ce nom est utilisé par Cisco depuis plus de dix ans pour son système d'exploitation, utilisé sur ses routeurs. Pour éviter tout procès, Apple loue la licence IOS à Cisco.
En octobre 2016, Apple ouvre sa première Académie de développeurs iOS à Naples, au sein du nouveau campus de l'Université de Naples - Frédéric-II. Le cours, entièrement gratuit, vise à acquérir des compétences techniques et spécifiques sur la création ainsi que la gestion d'applications pour les plateformes Apple. À l'académie, il y a aussi des questions de gestion d'entreprise (planification et gestion d'entreprise avec un intérêt pour les opportunités numériques) et il y a un parcours destiné à la conception d'interfaces graphiques. Les étudiants ont la possibilité de participer au « Parcours Entreprise », une formation approfondie sur le cycle de vie complet d'une application, de la conception à la mise en œuvre, en passant par la sécurité, le dépannage, le stockage des données et l'utilisation du cloud. En 2020, l'académie compte près d'un millier d'étudiants diplômés du monde entier, qui ont travaillé sur 400 idées en matière d'apps et ont déjà publié une cinquantaine d'apps sur l'App Store. Au cours de l'année académique 2018-2019, des étudiants de plus de 30 pays différents sont arrivés. 35 d'entre eux sont sélectionnés pour participer à l'Apple Worldwide Developers Conference, la conférence annuelle des développeurs de la firme qui se tient chaque année en Californie au début du mois de juin.
Depuis mars 2024, la législation européenne sur les marchés numérique impose de pouvoir installer des applications iOS sans passer par l'App Store, et que les paiements effectués dans les applications ne soient plus obligés de passer par Apple. Apple affirme que cela engendrerait des « menaces pour la sécurité et la vie privée » pour les personnes qui les utiliseraient, et propose un faux choix aux personnes développant des applications iOS entre rester sur le magasin d'application Apple et payer la commission de 30 %, ou 15 % pour les petites applications, ou passer par un autre moyen et se soumettre à de nouvelles contraintes et de nouveaux frais. Cela a déclenché une contestation de nombreuses organisations professionnelles qui mettent en cause la bonne foi d'Apple, l'accusent de tourner en dérision cette législation et de vouloir faire peur. Cette législation impose aussi de faciliter le choix d'un autre navigateur par défaut que Safari. En 2025, la numérotation des versions change, en indiquant le numéro de l'année suivante dans le nom de la dernière version (iOS 26 qui sort en 2025 succédant ainsi à iOS 18).

### Marque iOS
Enregistrée par Cisco depuis les années 80, Apple parvient à obtenir du fabricant Cisco un accord, permettant d'utiliser la marque iOS de Cisco. Ainsi, dans les termes du Contrat de Licence Utilisateur Final ("CLUF"), la licence indique :
« IOS is a trademark or registered trademark of Cisco in the U.S. and other countries and regions and is used under license. »
L'accord stipule donc la location de la marque, par Apple auprès de Cisco. Il serait parmi les plus gros deals de marque.

## Fonctionnalités

### Interface
L'interface évolue au fil des années. La première version, iPhone OS 1, contient simplement des applications de base telles que YouTube, la météo, Safari, l'horloge, le téléphone, les messages, etc. L'App Store fait son apparition sous iPhone OS 2 et FaceTime est disponible depuis iOS 4. Les mises à jour étaient jusqu'alors payantes. Siri voit le jour sous iOS 5 tandis que la fonction « Ne pas déranger » est installée depuis iOS 6.
L'interface est refondue sous iOS 7. iOS 13 présente de nouvelles fonctionnalités telles que le mode sombre. iOS 14 met en place des widgets et une bibliothèque d'applications qui peuvent remplacer les applications par défaut.
iOS 18 introduit des options de personnalisation, notamment l'Intelligence artificielle (IA) avec Apple intelligence, le déplacement des widgets et des icônes sur l'écran et l'adaptation des icônes d'applications selon que le monde sombre est activé.

### Écran d'accueil
L'écran d'accueil, rendu par SpringBoard, affiche les icônes des applications et une barre en bas où les utilisateurs peuvent épingler jusqu'à 4 applications qu'ils utilisent le plus fréquemment. L'écran comporte une barre d'état en haut de l'écran qui affiche des données telles que l'heure, le niveau de la batterie et la réception du réseau téléphonique ainsi que le Wi-Fi. Le reste de l'écran est consacré à l'application en cours. Afin de déverrouiller l'écran d'accueil, il faut y entrer un code d'accès.

### Centre de contrôle
Le centre de contrôle est introduit en 2013 avec iOS 7, il permet d'accéder rapidement à des interrupteurs tels que le Wi-Fi, le Bluetooth et les données cellulaires. Il est modifié en 2017 avec iOS 11, pour permettre de personnaliser les paramètres présents du centre de contrôle.
En 2024, avec iOS 18, le centre de contrôle devient plus personnalisable. Les paramètres peuvent être déplacé, une apparence ronde peut être activée, des paramètres peuvent être regroupés par page, et les développeurs peuvent créer leurs propres paramètres.

### Accessibilité
Diverses fonctions d'accessibilité sont disponibles sur le logiciel pour aider les utilisateurs souffrant d'un handicap visuel et/ou auditif. VoiceOver est un logiciel qui permet la lecture vocale des informations affichées à l'écran telles que les icônes, les liens hypertextes ou tout autre élément de l'interface utilisateur. Le logiciel permet également de décrire le paysage lorsqu'un utilisateur prend une photo. Grâce au programme Made for iPhone, présenté avec la sortie d'iOS 7 en 2013, Apple développe une technologie qui utilise le Bluetooth pour permettre de se connecter aux iPhones et iPads afin de diffuser du son directement dans les écouteurs de l'utilisateur. De nouveaux efforts sont faits en matière d'accessibilité pour la sortie d'iOS 10 en 2016, avec l'ajout d'un nouvel éditeur de prononciation, le réglage de loupe pour agrandir les éléments de l'appareil photo, une prise en charge logicielle du RTT/TTY pour que les personnes sourdes puissent passer des appels téléphoniques depuis l'iPhone, et en donnant des tutoriels et des directives aux développeurs tiers pour qu'ils intègrent les fonctions d'accessibilité appropriées dans leurs applications.
En mai 2024, Apple annonce une fonctionnalité de contrôle de l'iPhone par le regard, disponible avec iOS 18. La nouvelle fonctionnalité Live Speech permet de lire un texte sélectionné à haute voix, et Music Haptics émet des vibrations au rythme de la musique, avec une API permettant aux développeurs d'intégrer cette fonctionnalité dans leurs applications.

### Multi-tâches
Le multi-tâches est publié pour la première fois en juin 2010, en même temps que la version iOS 4. Certains appareils, tels que l'iPhone 4, l'iPhone 3GS et l'iPod touch 3, possèdent le multitâche.
La mise en place du multitâche est critiquée pour son approche, qui limite le travail que les applications peuvent effectuer à un ensemble de fonctions restreint et exigent aux développeurs d'ajouter une prise en charge spécifique. Avant iOS 4, le multitâche se limite à une sélection d'applications incluses avec l'appareil. Les utilisateurs peuvent toutefois jailbreaker (débrider) leur appareil afin de bénéficier du multitâche.

### Siri
Siri est un Assistant personnel intelligent, intégré à l'iPhone en 2011. Siri prend en charge un large éventail de commandes utilisateur, y compris l'exécution d'actions téléphoniques, la vérification d'informations de base, la programmation d'événements et de rappels, la gestion des paramètres de l'appareil, la recherche sur Internet, la navigation GPS et est capable de lancer les applications.

## Matériel
La principale plate-forme matérielle est l'architecture ARM. Les versions antérieures à iOS 7 ne peuvent être exécutées que sur des appareils équipés des processeurs ARM 32 bits. En 2013, iOS 7 est publié avec un support 64 bits complet après qu'Apple annonce passer aux processeurs 64 bits ARMv8-A avec l'introduction de la puce Apple A7.

## Développement
Lors du développement de l'iPhone, Steve Jobs, n'a pas l'intention de laisser les développeurs tiers créer des applications pour iOS, mais plutôt de leur demander de créer des applications web pour le navigateur Safari. Cependant, les réactions négatives des développeurs incitent la firme à reconsidérer sa position, et Steve Jobs annonce en octobre 2007, un kit de développement logiciel à la disposition des développeurs publié en mars 2008.

### Programme de mise à jour
La firme américaine annonce en juin de l'année en cours, lors d'une conférence, la sortie de la mise à jour iOS qui est en version dite bêta avant d'être officiellement lancée vers septembre ou octobre lors de l'annonce de l'iPhone dont la nouvelle mise à jour dépend.

### Jailbreak
Depuis sa sortie initiale, iOS fait l'objet d'une variété de hacks visant à ajouter des fonctionnalités non autorisées par Apple. Avant le lancement de l'App Store, la principale motivation du jailbreak consiste à contourner le mécanisme d'achat d'Apple pour installer les applications natives de l'App Store. Apple déclare qu'elle ne diffuse pas de mises à jour du logiciel iOS conçues spécifiquement pour casser ces outils (à l'exception des applications qui permettent de déverrouiller la carte SIM) ; cependant, à chaque mise à jour ultérieure d'iOS, les exploits de jailbreak non corrigés sont généralement corrigés.

### Déblocage
Au départ, la plupart des opérateurs de téléphonie mobile aux États-Unis, hormis AT&T, ne permettent pas aux utilisateurs de débloquer leur iPhone pour l'utiliser avec d'autres opérateurs.
La légalité du déblocage de logiciels varie selon les pays ; par exemple, aux États-Unis, il existe une dérogation DMCA pour le déblocage de logiciels non officiels, mais cette dérogation est limitée aux appareils achetés avant le 26 janvier 2013.

## Critiques et procédures juridiques

### Gestion des droits numériques
La conception exclusive d'iOS fait l'objet de nombreuses critiques, notamment de la part des défenseurs des droits numériques tels que l'Electronic Frontier Foundation, l'ingénieur informaticien et militant Brewster Kahle, le spécialiste du droit de l'Internet Jonathan Zittrain et la Free Software Foundation, qui protestent lors de la présentation de l'iPad et lancent une campagne intitulée Defective by Design (littéralement : « Défaut de conception »),.

### Traitements de données personnelles non conformes à la législation
En février 2025, la LDH transmet au parquet de Paris un signalement doublé d'une plainte contre X pour violation de la vie privée, traitement illicite des données personnelles et pratique commerciale trompeuse contre Apple concernant la collecte massive de données personnelles par son assistant Siri. Cette plainte est basée principalement sur le témoignage du lanceur d'alerte Thomas Le Bonniec, qui explique que des employés étaient chargés d'identifier sir des enregistrements de Siri étaient accidentelles et analysaient ceux-ci pour les rattacher aux données entreposées dans l'appareil telles que les contacts, la géolocalisation, la musique, les films, les marques, , etc. Apple affirme que les employés n'avaient pas accès à l'identifiant Apple, mais Le Monde indique que son enquête montre que les informations accessibles permettaient d'identifier les personnes par recoupement. des dizaines voire des centaines de millions d'enregistrements auraient été traités par Apple. La Data Protection Commission irlandaise, équivalent de la Commission nationale de l'informatique et des libertés (CNIL) française, a pourtant classé sa plainte en 2022,.
Cette plainte intervient alors que l'entreprise ouvre un fonds de 95 millions de dollars soumis à la validation de la justice californienne dans le cadre de la class action « Apple vs. Lopez » pour indemniser la clientèle d'appareils iPhone, iPad, Apple Watch, MacBook, iMac, HomePod, iPod touch et AppleTV.

## Sécurité et confidentialité
Le Secure Enclave est un coprocesseur présent dans les appareils iOS, qui fait partie des puces A7 et plus récentes utilisées pour la protection des données, Touch ID et Face ID. L'objectif est de gérer les clés et d'autres informations telles que les données biométriques qui sont suffisamment sensibles pour ne pas être traitées par le processeur d'application (AP). Elle est isolée par un filtre matériel afin que le processeur d'application ne puisse pas y accéder. Elle partage la RAM avec l'AP, mais sa partie de la RAM (appelée TZ0) est chiffrée. L'enclave sécurisée elle-même est un cœur de processeur AKF de 4 Mo flashable, appelé processeur d'enclave sécurisée (SEP), tel que documenté dans la demande de brevet Apple n°20130308838. La technologie utilisée est similaire à celle de TrustZone/SecurCore d'ARM mais contient un code propriétaire pour les multicoeurs de la firme en général et le SEP en particulier. Elle est également responsable de la génération de la clé UID sur les puces A9 ou plus récentes qui protège les données utilisateurs en veille.